# Кашкалашинська сільська рада
Кашкалаши́нська сільська рада (рос. Кашкалашинский сельский совет) — муніципальне утворення у складі Благоварського району Башкортостану, Росія. Адміністративний центр — село Кашкалаші.
Станом на 2002 рік існували Восточна сільська рада (селища Восточний, Западний) та Кашкалашинська сільська рада (село Кашкалаші, присілок Табулдак).

## Населення
Населення — 1066 осіб (2019, 1176 у 2010, 1098 у 2002).

## Склад
До складу поселення входять такі населені пункти:
| Населений пункт     | Населення, осіб (2002) | Населення, осіб (2010) |
| ------------------- | ---------------------- | ---------------------- |
| Восточний, присілок | 276                    | 297                    |
| Западний, присілок  | 232                    | 256                    |
| Кашкалаші, село     | 581                    | 611                    |
| Табулдак, присілок  | 9                      | 12                     |